# خصخصة المياه في جاكرتا

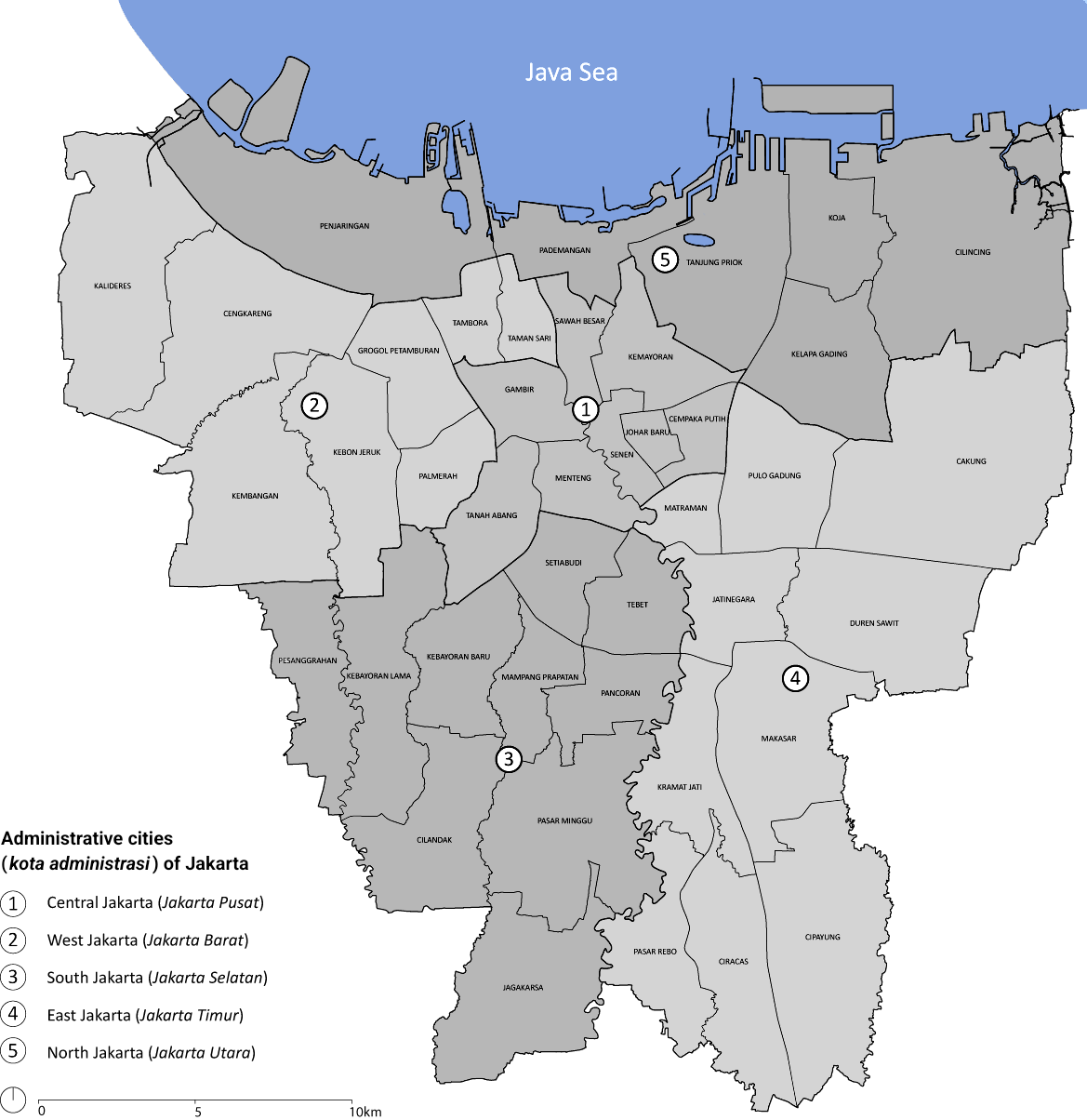

خصخصة المياه في جاكرتا بدأت الخصخصة عندما دخلت شركة المياه البريطانية ثيمس ووتر في اتفاقية مع نجل الرئيس سوهارتو في عام 1993م للحصول على امتياز مائي. تحت تأثير شركة المياه الفرنسية سويس قررت الحكومة تقسيم منطقة خدمات المدينة بين الشركتين. منحت الحكومة كل من شركتي ثيمس ووتر وسويس امتياز لنصف المدينة دون تقديم عطاءات تنافسية. توقعت العقود زيادة في رسوم المياه من شأنها أن تتيح للشركات كسب معدل عائد مريح يبلغ 22 بالمائة. بعد شهرين فقط من توقيع العقود فقدت الروبية الإندونيسية قيمة كبيرة بسبب الأزمة المالية في شرق آسيا، وتم الإطاحة بالرئيس سوهارتو، لكن الحكومة فرضت تجميد التعريفة الجمركية وكان يتعين إعادة التفاوض على العقود لتقليل أهدافها. في عام 2006 باعت شركة سويس نصف شركتها وثيمس ووتر كامل أسهمها للمستثمرين الاندونيسيين.
كانت الأهداف الرئيسية للامتياز هي زيادة تغطية الخدمة من نسبة 46 في المائة الأولية وتقليل خسائر المياه من 61 في المائة. كان الهدف الأصلي من الامتيازات هو الوصول إلى تغطية الخدمة المائية بنسبة 75٪ في عام 2008 ونسبة 100٪ في نهاية الامتياز. كما أنها تهدف إلى تقليل خسائر المياه إلى 25 في المائة بحلول عام 2008 وحوالي 20 في المائة بحلول نهاية الامتياز. تم تخفيف هذه الأهداف بشكل كبير أثناء إعادة التفاوض، كانت أهداف 2008 الجديدة هي: 68 بالمائة لتغطية الخدمة ونسبة 42 بالمائة لخسائر المياه. في عام 2008 بلغت التغطية بالخدمة 64 في المائة فقط وتقل الخسائر في المياه إلى 50 في المائة فقط. خلال نفس الفترة زادت تعريفات المياه ثلاثة أضعاف. وترجع هذه الزيادة جزئياً إلى الزيادة في تكلفة شراء الكهرباء والمياه بالجملة التي تمر عبرها الشركات الخاصة إلى العملاء.
في 24 مارس 2015 قضت محكمة جاكرتا المركزية بأن خصخصة مياه جاكرتا غير قانونية وأمرت بإعادة شبكة المياه إلى السيطرة العامة. لاحظت المحكمة أن المشغلين من القطاع الخاص كانوا «مهمشين في إعمال الحق في الماء لسكان جاكرتا». فاز المشغلون الخاصون باستئناف في محكمة جاكرتا العليا. في أكتوبر 2017 ألغت المحكمة العليا الإندونيسية الطعن المقدم إليها، وأكدت حكم المحكمة المحلية بأن خصخصة ماء جاكرتا كان عملاً غير قانوني.